# Trossin
Trossin là một đô thị trong huyện Nordsachsen, bang tự do Sachsen, nước Đức. Đô thị Trossin có diện tích 79,59 km², dân số thời điểm ngày 31 tháng 12 năm 2005 là 1497 người.

Dahlenberg
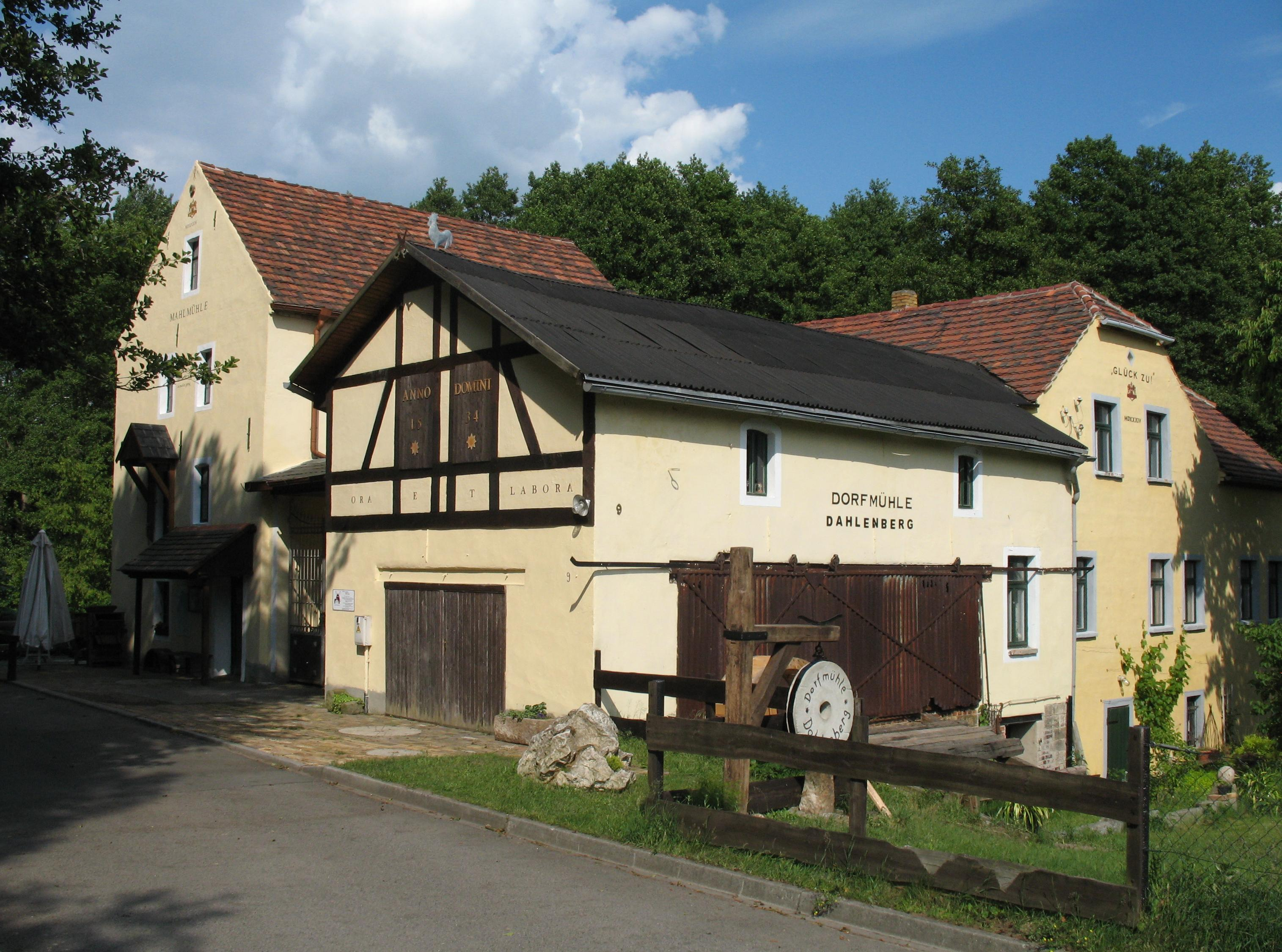
Watermill
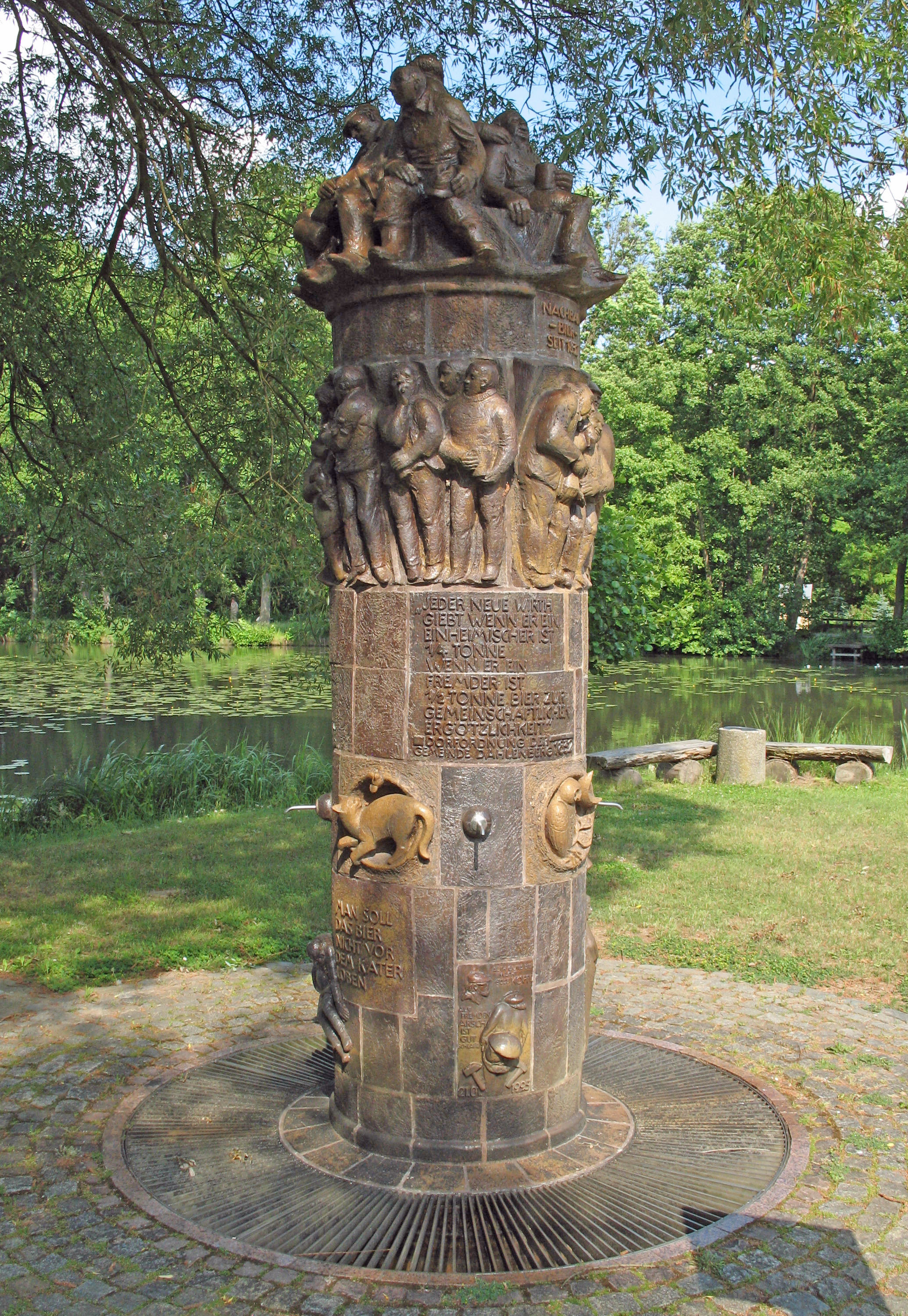
Đài nước
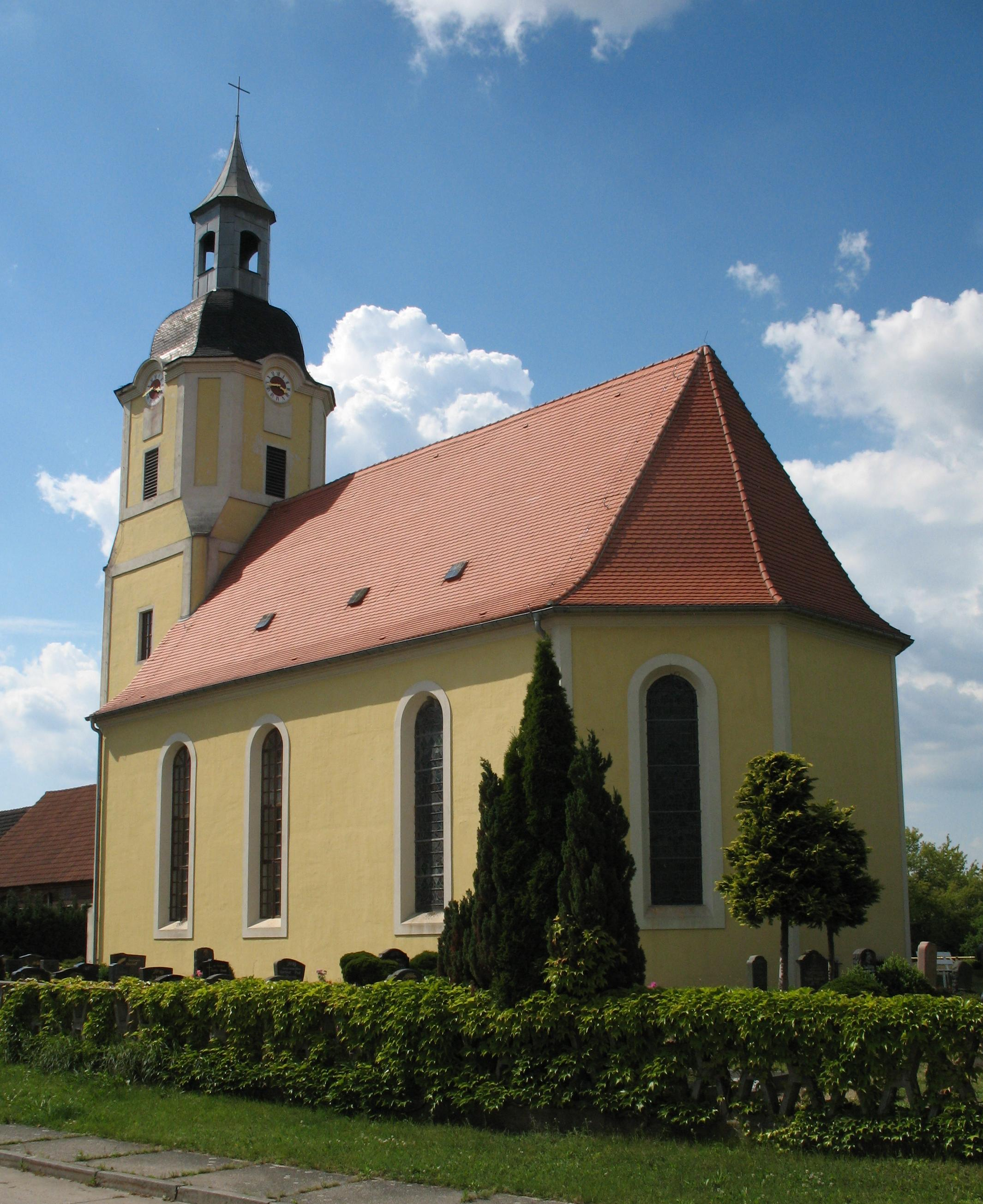
Giáo đường